# Sunday Mba
Sunday Mba (Aba, Nigeria, 28 de noviembre de 1988) es un futbolista nigeriano. Se desempeña como centrocampista y actualmente se encuentra sin equipo.

## Selección nacional
Ha sido internacional con la selección de fútbol de Nigeria en 21 ocasiones y ha convertido 5 goles. Fue campeón de la Copa Africana de Naciones 2013, anotando el único gol de la final ante Burkina Faso en el minuto 40.

### Participaciones en Copas Confederaciones
| Copa                           | Sede   | Resultado      | Partidos | Goles |
| ------------------------------ | ------ | -------------- | -------- | ----- |
| Copa FIFA Confederaciones 2013 | Brasil | Fase de grupos | 3        | 0     |

### Participaciones en Copas Africanas
| Copa                           | Sede      | Resultado | Partidos | Goles |
| ------------------------------ | --------- | --------- | -------- | ----- |
| Copa Africana de Naciones 2013 | Sudáfrica | Campeón   | 4        | 2     |

## Clubes
| Club                     | País    | Año       |
| ------------------------ | ------- | --------- |
| Enyimba                  | Nigeria | 2005-2006 |
| Enugu Rangers            | Nigeria | 2007      |
| Enyimba                  | Nigeria | 2007-2008 |
| Enugu Rangers            | Nigeria | 2008-2009 |
| Dolphins                 | Nigeria | 2009-2010 |
| Warri Wolves             | Nigeria | 2010-2013 |
| → Enugu Rangers (cedido) | Nigeria | 2013      |
| CA Bastia                | Francia | 2014-2015 |
| Yeni Malatyaspor         | Turquía | 2015-2017 |

## Palmarés

### Copas internacionales
| Título                    | Selección | Sede      | Año  |
| ------------------------- | --------- | --------- | ---- |
| Copa Africana de Naciones | Nigeria   | Sudáfrica | 2013 |